# Rampa

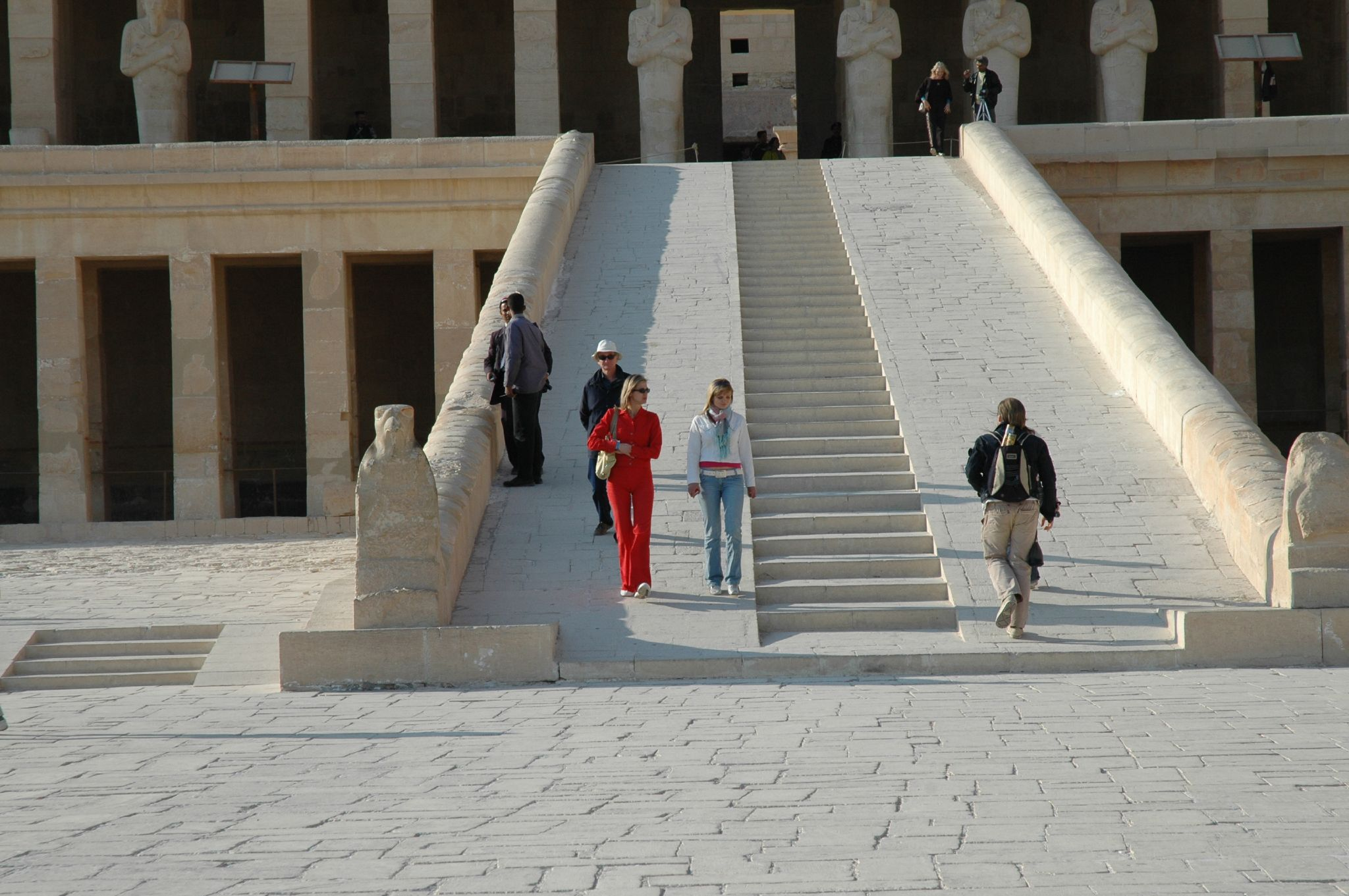
Rampa del Templo de Hatshepsut, en Egipto.

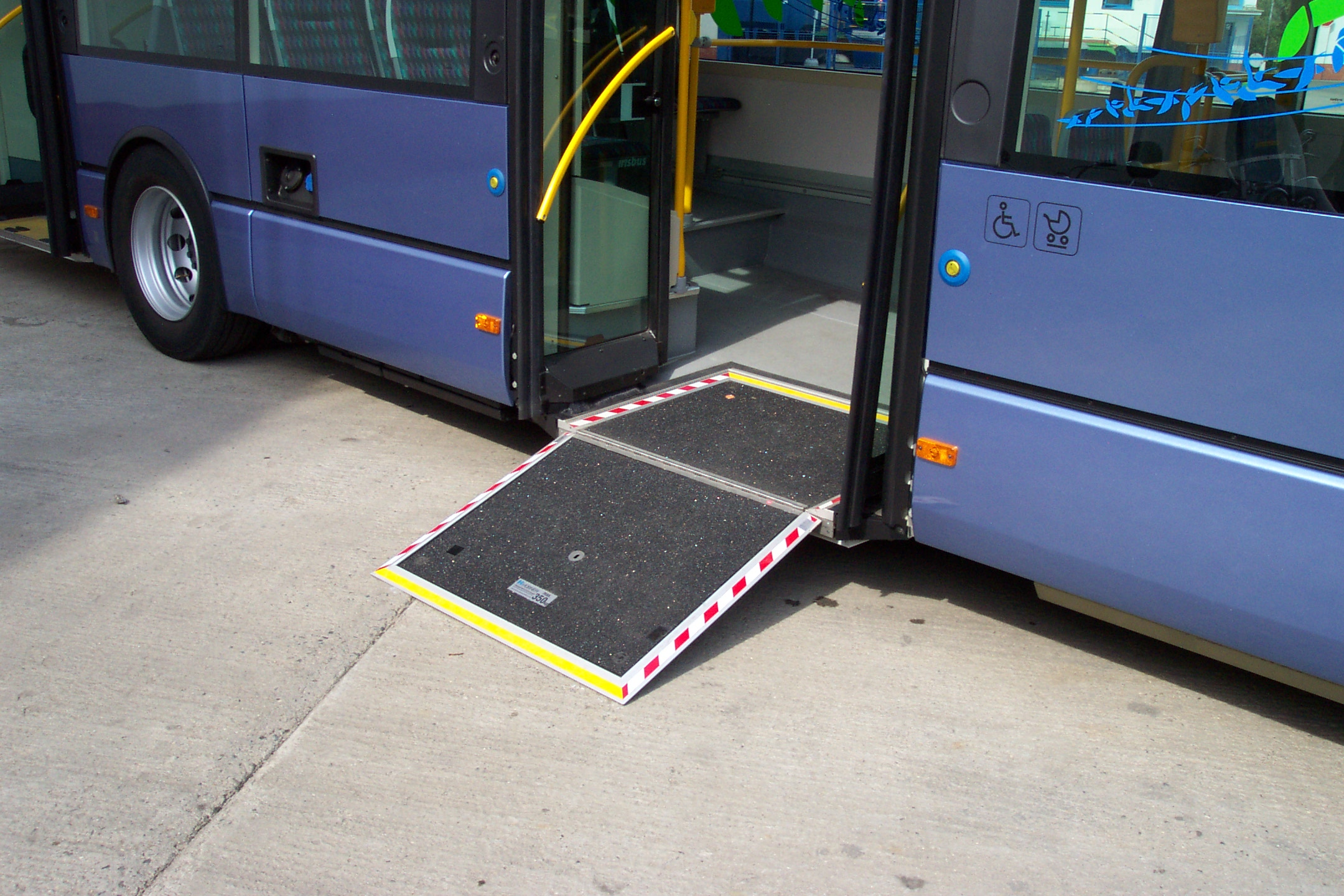
Rampa plegable de un autobús.

Una rampa es un plano inclinado, un elemento arquitectónico que tiene la función de comunicar dos planos de distinto nivel, de modo que salve una diferencia de altura en determinado espacio. En geometría descriptiva las rampas pueden clasificarse en dos tipos: rampas planas o rampas helicoidales.
Las rampas pueden ser utilizadas, tanto en la construcción de aceras, accesos a edificios o incluso medios de transporte público, para personas con discapacidad,como una alternativa a las escaleras para facilitar la locomoción de personas discapacitadas o con movilidad reducida. Las rampas sirven también para colocar y retirar embarcaciones del agua. En general, todo tipo de rampas sirve para subir o bajar cargas disminuyendo los esfuerzos

## Rampas deportivas
Los medio-tubo son comunes para practicar deportes de deslizamiento, como skateboard, snowboard o BMX, para ejecutar maniobras. Las rampas deportivas tienen diversos formatos, alturas, y grados de dificultad.